# Lubná (okres Kroměříž)
Obec Lubná se nachází v okrese Kroměříž ve Zlínském kraji. Žije zde 473 obyvatel. Nachází se 9,6 km od města Kroměříž.

## Historie
První písemná zmínka o obci pochází z roku 1141.

## Galerie

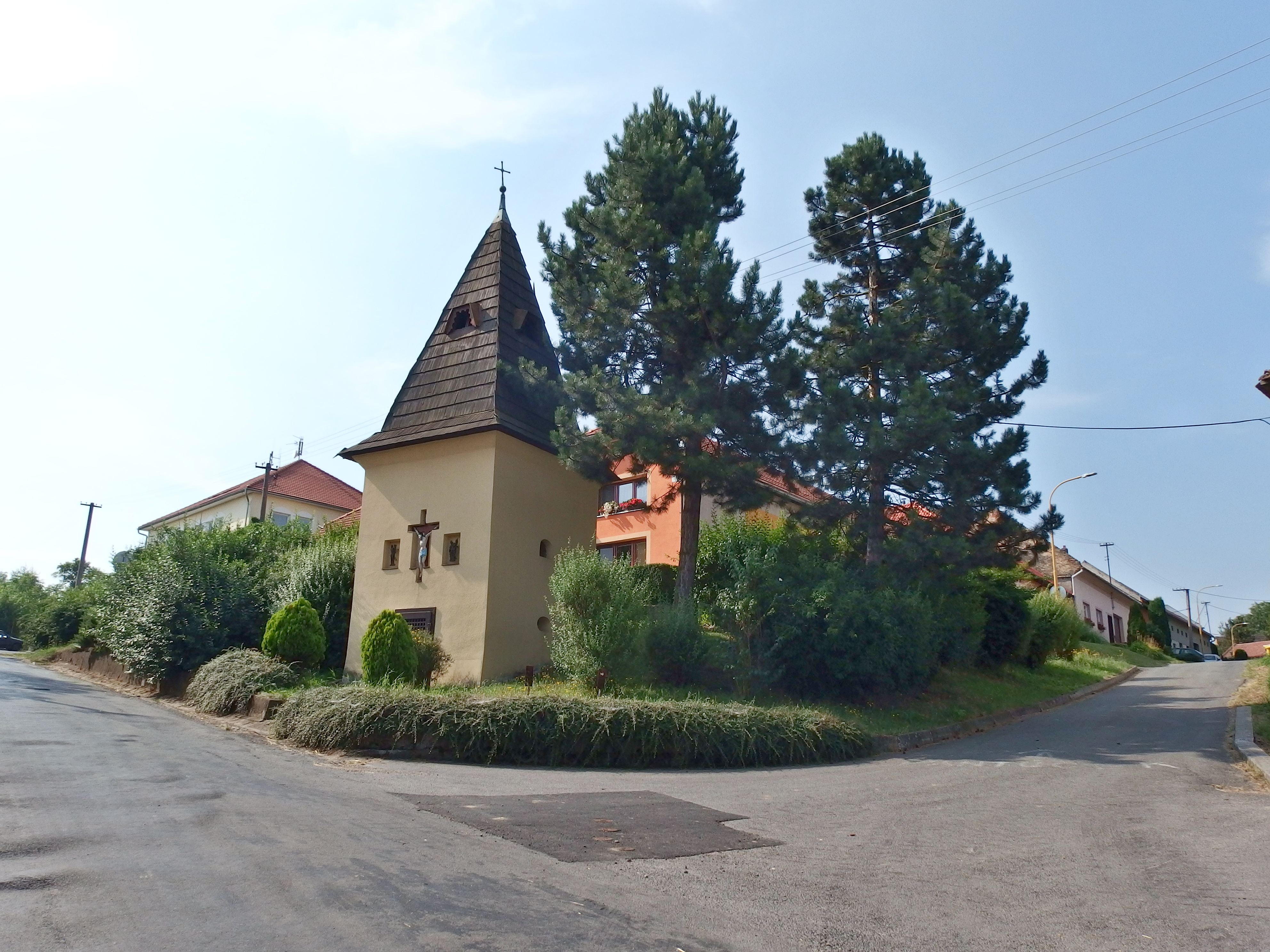
Zvonice
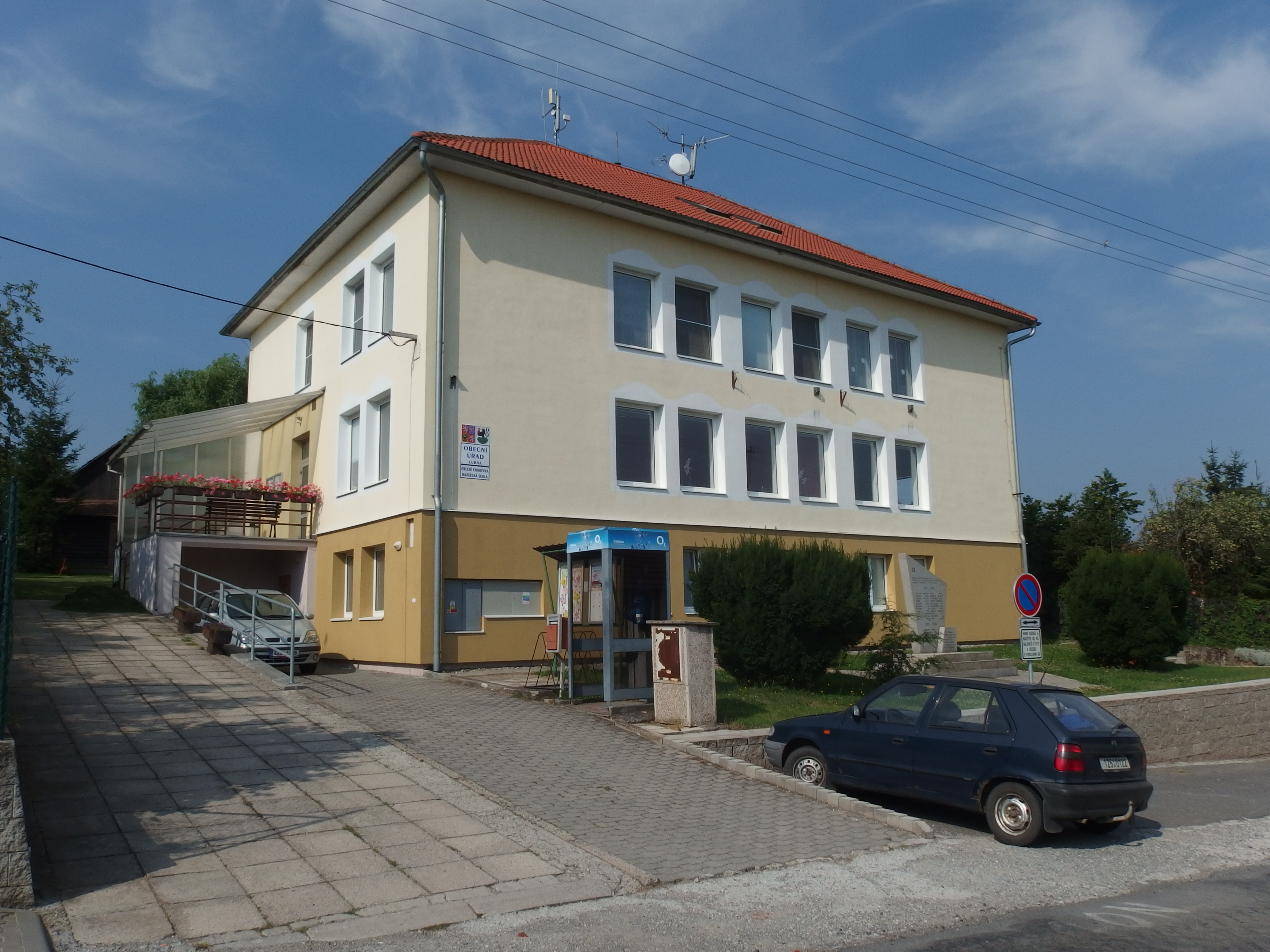
Obecní úřad
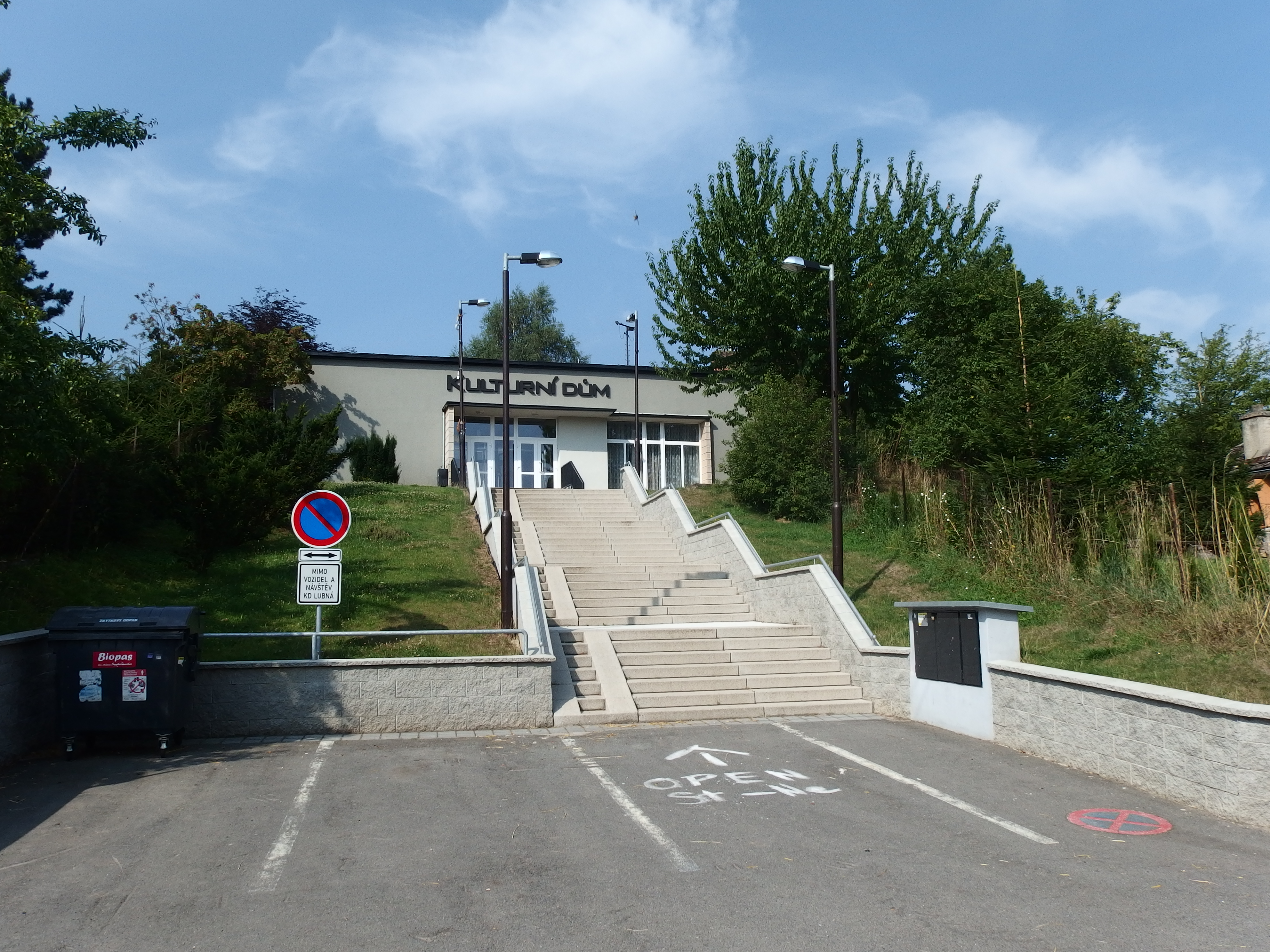
Kulturní dům
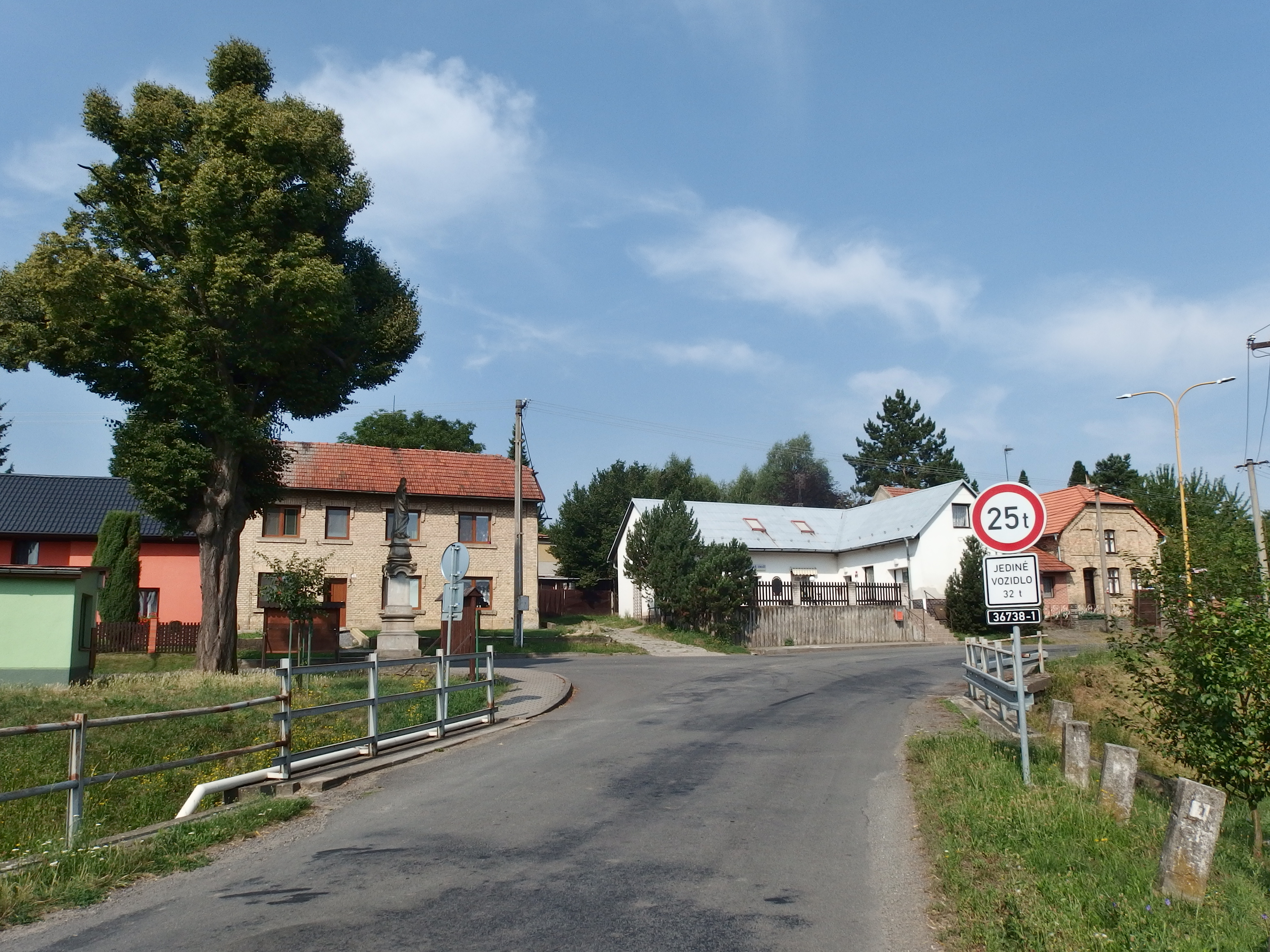
Most a socha Panny Marie
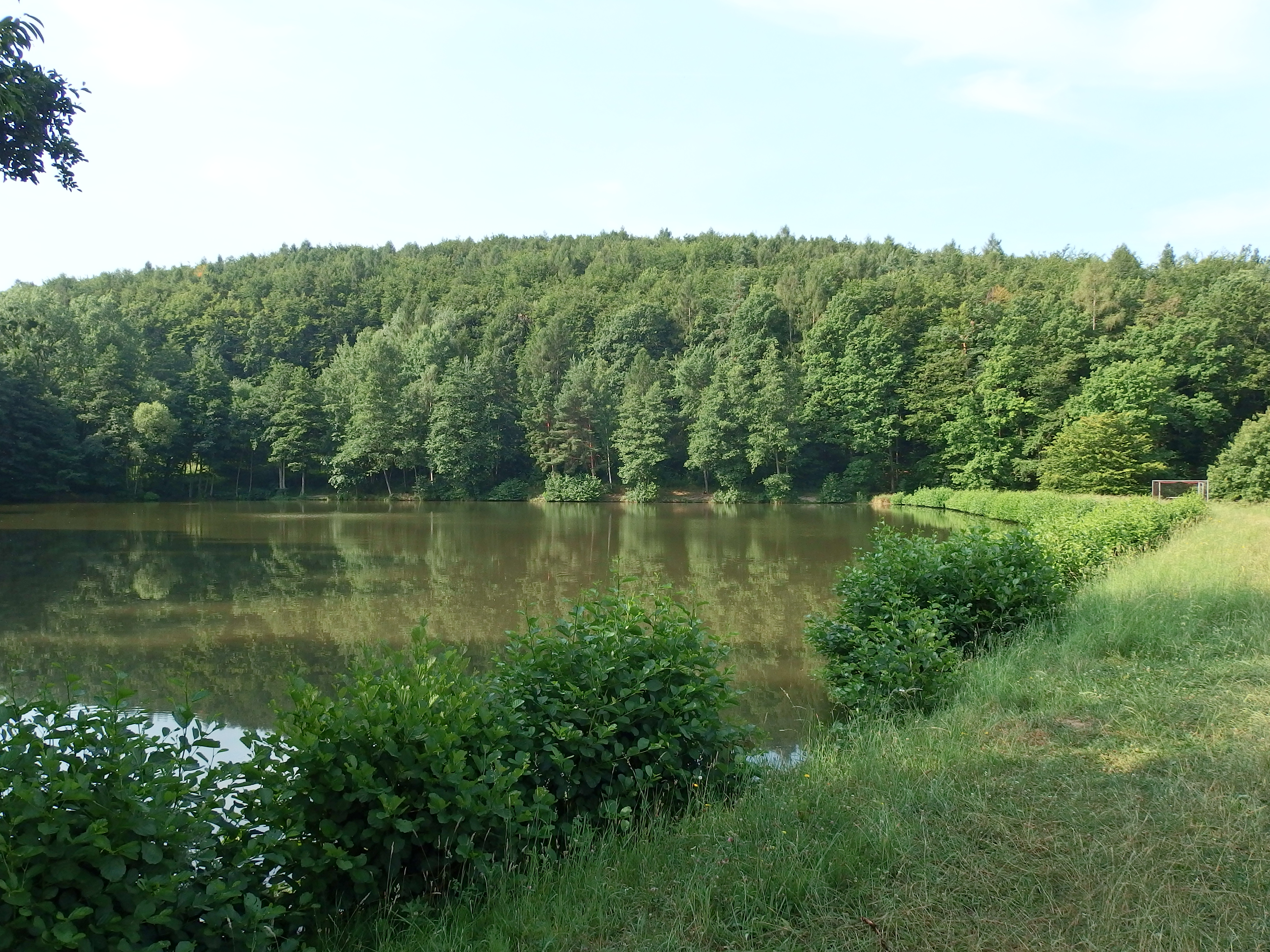
Přehrada

## Obyvatelstvo

### Struktura
Vývoj počtu obyvatel za celou obec i za její jednotlivé části uvádí tabulka níže, ve které se zobrazuje i příslušnost jednotlivých částí k obci či následné odtržení.
| Místní části   | Místní části | 1869 | 1880 | 1890 | 1900 | 1910 | 1921 | 1930 | 1950 | 1961 | 1970 | 1980 | 1991 | 2001 | 2011 |
| -------------- | ------------ | ---- | ---- | ---- | ---- | ---- | ---- | ---- | ---- | ---- | ---- | ---- | ---- | ---- | ---- |
| Počet obyvatel | část Lubná   | 660  | 717  | 773  | 770  | 784  | 767  | 694  | 669  | 605  | 562  | 467  | 431  | 432  | 460  |
| Počet domů     | část Lubná   | 107  | 130  | 145  | 154  | 157  | 156  | 159  | 179  | 165  | 156  | 143  | 162  | 179  | 189  |